# 21 août 1961
Le lundi 21 août 1961 est le 233e jour de l'année 1961.

## Naissances
- Bastien François, personnalité politique française
- Bryan Bayda, évêque canadien de l'Église grecque-catholique ukrainienne
- David Morales, DJ, remixeur et producteur de musique américain
- Gottlieb Taschler, biathlète puis dirigeant sportif italien
- Igor Tchoudinov, homme politique kirghiz
- Jacqueline Chevé (morte le 15 mars 2010), personnalité politique française
- Lance Deal, athlète américain spécialiste du lancer du marteau
- Martine Roffinella, femme de lettres française
- Massimo Lorenzi, journaliste suisse
- Mitchell Anderson, acteur américain
- Nebojša Zorkić, joueur de basket-ball yougoslave
- Rachid Nawa, dessinateur de bandes dessinées
- Stephen Hillenburg, dessinateur, scénariste et réalisateur américain
- Victor Batyrev, mathématicien russe

## Décès
- Domenico Donna (né le 30 juin 1883), footballeur italien
- Dorothy Burgess (née le 4 mars 1907), actrice américaine
- Michelangelo Petruzziello (né en 1902), écrivain et poète italien de langue latine
- Pierre d' Hugues (né le 8 novembre 1873), escrimeur français

## Événements
- Sortie de la chanson Please Mr. Postman
- Libération de Jomo Kenyatta. Autonomie du Kenya (indépendance en 1964)